# 3 de outubro
3 de outubro é o 276.º dia do ano no calendário gregoriano (277.º em anos bissextos). Faltam 89 dias para acabar o ano.

## Eventos históricos

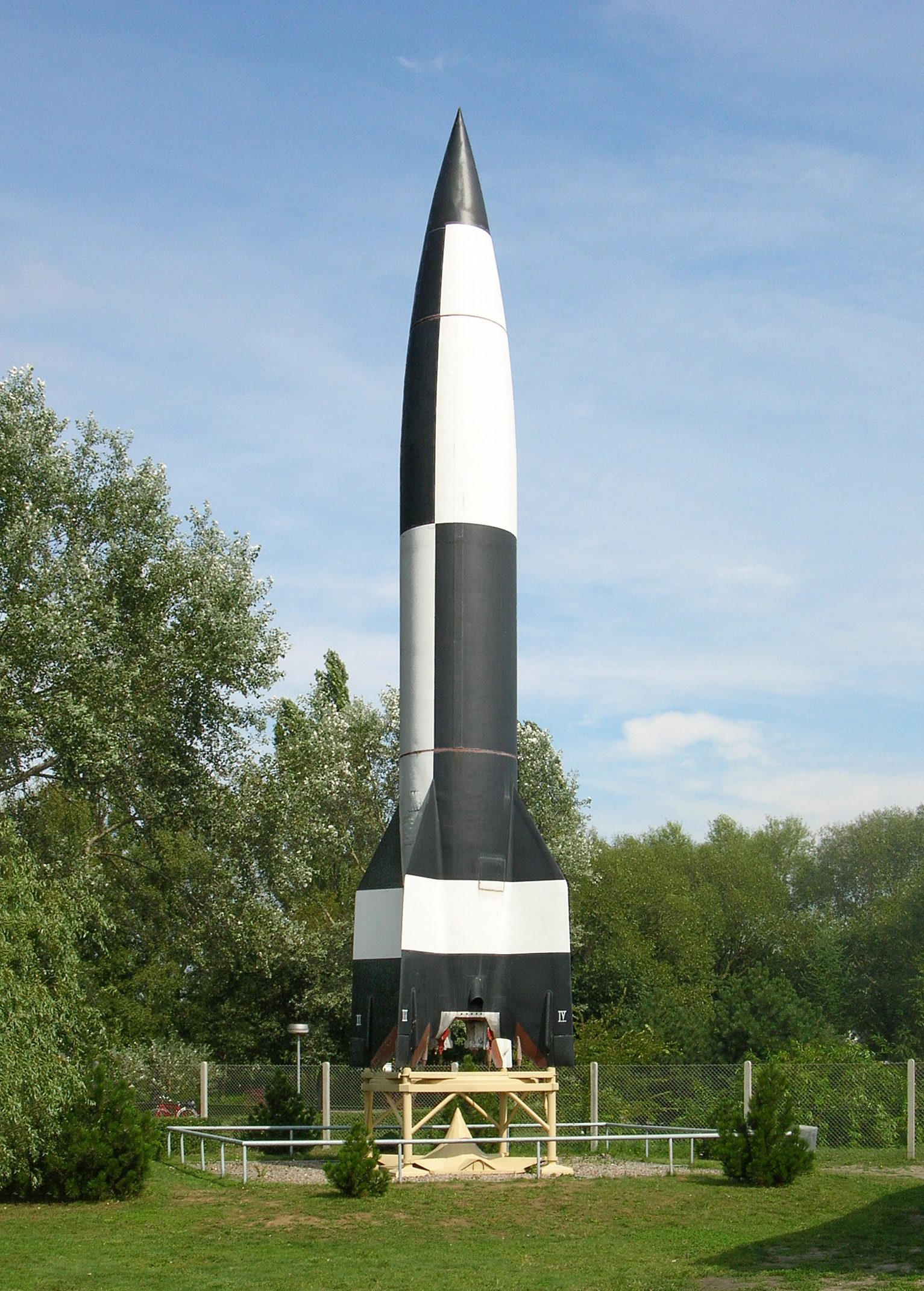
1942: Foguete alemão V-2

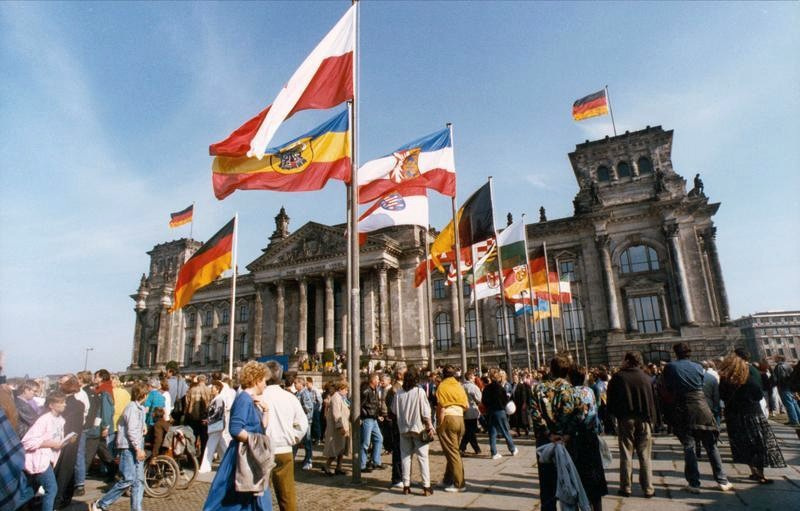
1990: Reunificação da Alemanha

- 2457 a.C. – Gaecheonjeol, Hwanung (환웅) supostamente desceu do céu. Dia Nacional da Fundação da Coreia do Sul.
- 52 a.C. — Vercingetórix, líder dos gauleses, rende-se aos romanos sob o comando de Júlio César, encerrando o cerco e a batalha de Alésia.
- 42 a.C. — Primeira Batalha de Filipos: os triunviros Marco Antônio e Otaviano e os republicanos liderados por Bruto e Cássio travam uma batalha indecisiva.
- 0382 — O imperador romano Teodósio conclui um tratado de paz com os godos e os instala nos Bálcãs.
- 1392 — Maomé VII torna-se o décimo segundo rei sultão do Reino Nacérida.
- 1683 — O comandante naval da dinastia Qing, Shi Lang, recebe a rendição do reino de Tungning em Taiwan após a Batalha de Penghu.
- 1574 — O Cerco de Leiden é levantado pelos Watergeuzen.
- 1712 — O duque de Montrose emite um mandado de prisão contra Robert Roy MacGregor.
- 1739 — O Tratado de Niš é assinado pelo Império Otomano e pelo Império Russo, encerrando a Guerra Russo-Turca.
- 1792 — Uma milícia parte do reduto espanhol de Valdivia para reprimir uma revolta huilliche no sul do Chile.
- 1873 — Chefe Kintpuash e companheiros são enforcados por sua participação na Guerra Modoc do norte da Califórnia.[1]
- 1912 — Forças norte-americanas derrotam rebeldes nicaraguenses na Batalha de Coyotepe Hill.
- 1918 — O czar Boris III da Bulgária ascende ao trono.
- 1929 — O Reino dos sérvios, croatas e eslovenos passa oficialmente a chamar-se Iugoslávia.
- 1930 — Getúlio Vargas, Góis Monteiro e Osvaldo Aranha iniciaram os preparativos para o golpe final contra a República Velha (v. Revolução de 1930).
- 1931 — Às 11h entra em vigor, pela primeira vez no Brasil, o Horário de Verão.
- 1932 — O Iraque ganha a independência do Reino Unido.
- 1935 — Segunda Guerra Ítalo-Abissínia: a Itália invade a Etiópia.
- 1942 — Um foguete alemão V-2 atinge um recorde de 85 km de altitude.
- 1943 — Segunda Guerra Mundial: forças alemãs assassinam 92 civis em Lingiades, Grécia.
- 1946 — Um Douglas DC-4 da American Overseas Airlines cai perto da Base Aérea Ernest Harmon, em Stephenville, Terra Nova e Labrador, Canadá, matando 39 pessoas.[2]
- 1952 — O Reino Unido testa com sucesso uma arma nuclear, nas Ilhas Montebello, Austrália Ocidental, para se tornar a terceira energia nuclear do mundo.
- 1953 — Instituída a Petrobras, uma indústria de petróleo com sede no Rio de Janeiro, Brasil.
- 1962 — Projeto Mercury: o Sigma 7, com o astronauta Wally Schirra, é lançado de Cabo Canaveral para um voo de seis órbitas.
- 1963 — Um golpe violento em Honduras inicia duas décadas de regime militar.
- 1964 — O Esquadrão da Morte, Scuderie Detetive Le Cocq, faz sua primeira vítima: o criminoso responsável pela morte do detetive Milton Lecocq, Manoel Moreira, mais conhecido como "Cara de Cavalo", foi morto em Cabo Frio com mais de 50 tiros.
- 1981 — A greve de fome na prisão de Maze, na Irlanda do Norte, termina após sete meses e dez mortes.
- 1985 — O ônibus espacial Atlantis faz seu voo inaugural.
- 1989 — Um golpe de Estado na Cidade do Panamá é suprimido e 11 participantes são executados.
- 1990 — A República Democrática Alemã é abolida e se torna parte da República Federal da Alemanha.
- 1993 — Um ataque americano contra um chefe tribal em Mogadíscio fracassa. 18 atacantes e mais de 350 somalis morrem.
- 1998 — Eleições gerais no Brasil: Fernando Henrique Cardoso torna-se o primeiro presidente brasileiro a se reeleger diretamente para um segundo mandato consecutivo.
- 2008 — A Lei de Estabilização Econômica de Emergência de 2008 para o sistema financeiro dos Estados Unidos é assinada pelo Presidente George W. Bush.
- 2009 — Azerbaijão, Cazaquistão, Quirguistão e Turquia se juntam ao Conselho Túrquico.
- 2010 — A Alemanha pagou os últimos US$ 94 milhões da dívida de reparação de guerra imposta no Tratado de Versalhes, terminando oficialmente com a Primeira Guerra Mundial.
- 2013 — A Gâmbia retira-se da Commonwealth.
- 2023 — Kevin McCarthy é destituído do cargo de Presidente da Câmara dos Representantes dos Estados Unidos, sendo a primeira vez em 234 anos que um presidente da Casa é deposto.[3]

## Nascimentos

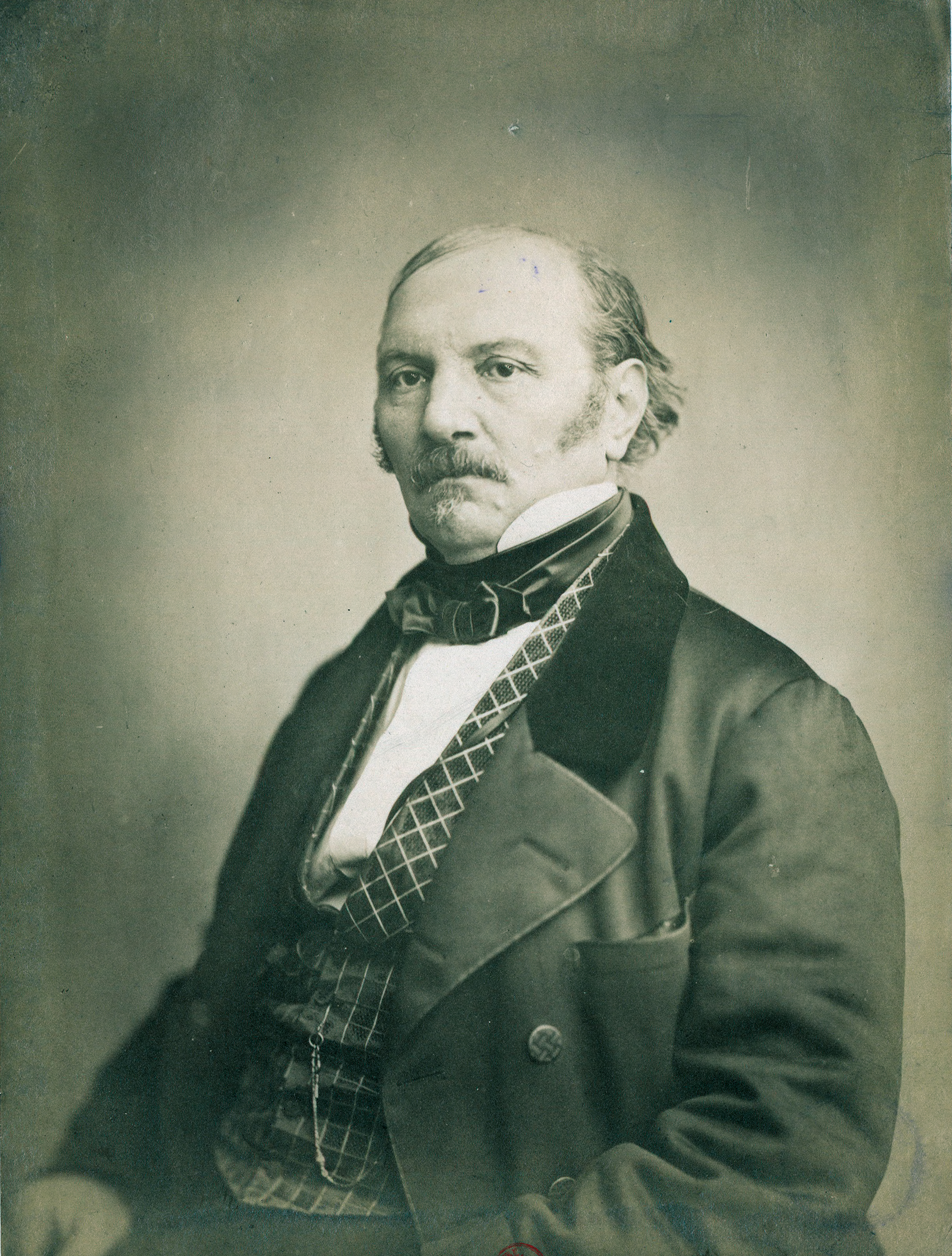
Allan Kardec

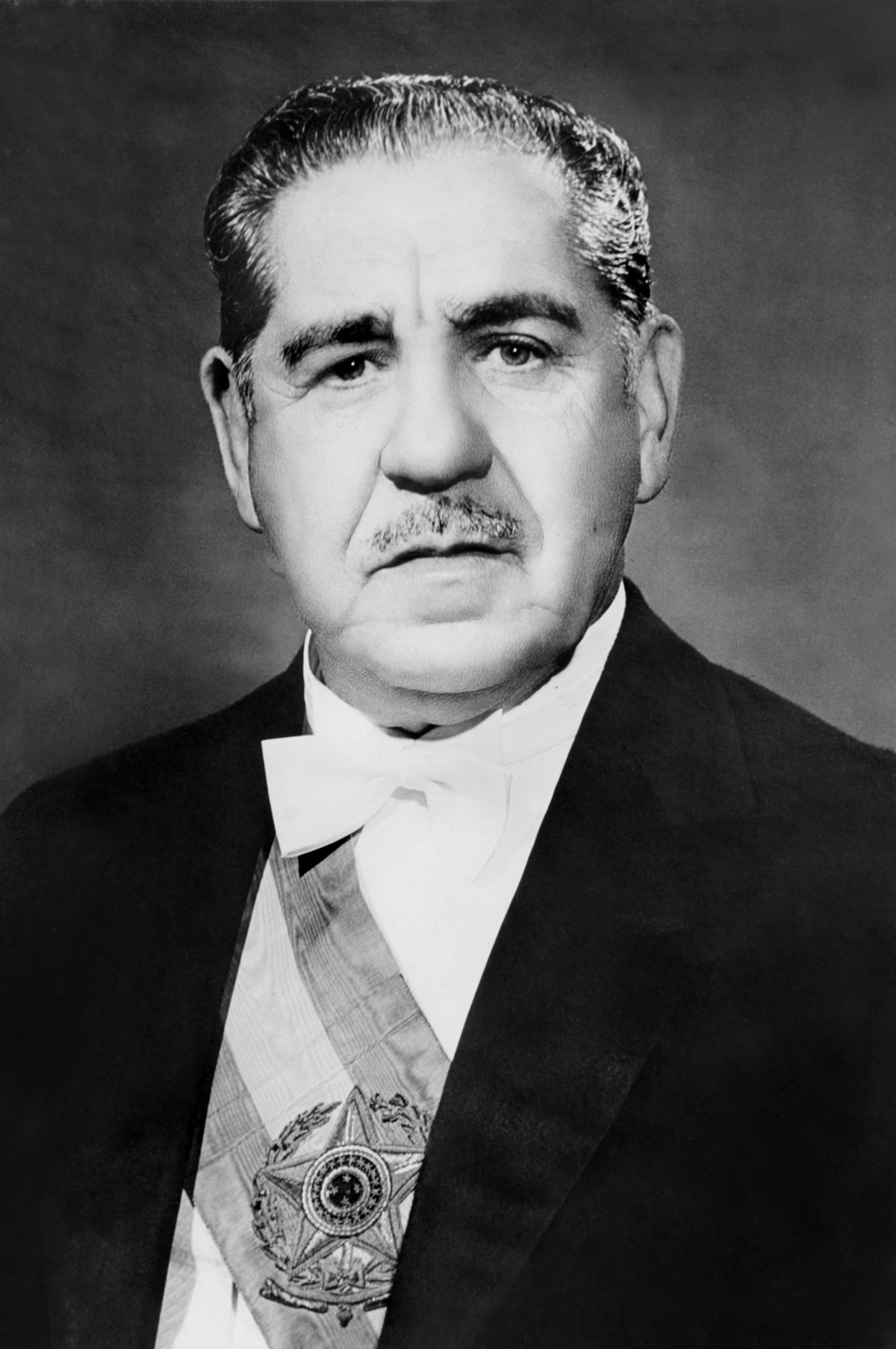
Costa e Silva

Orlando Silva

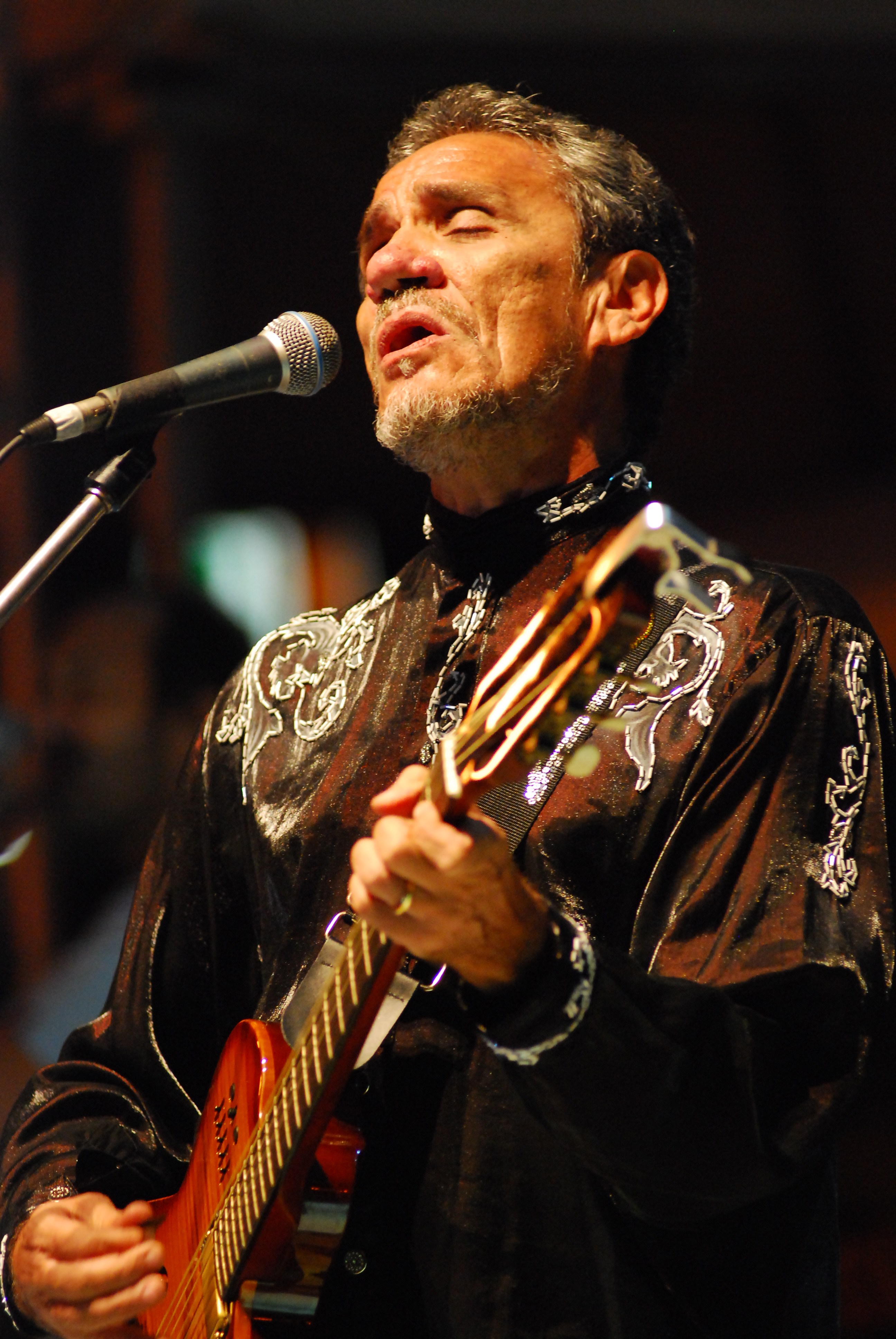
Zé Ramalho

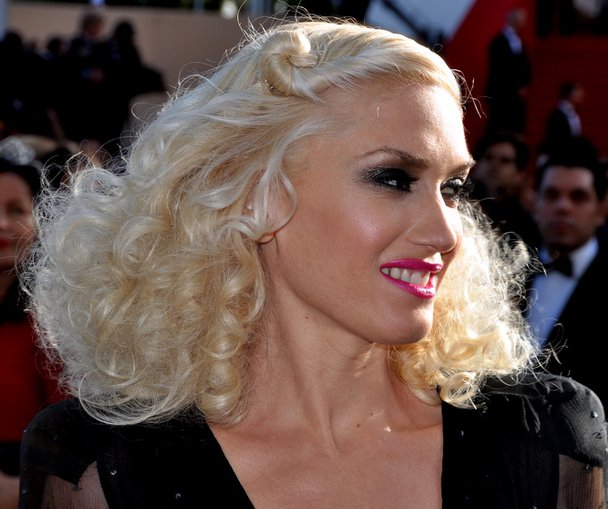
Gwen Stefani

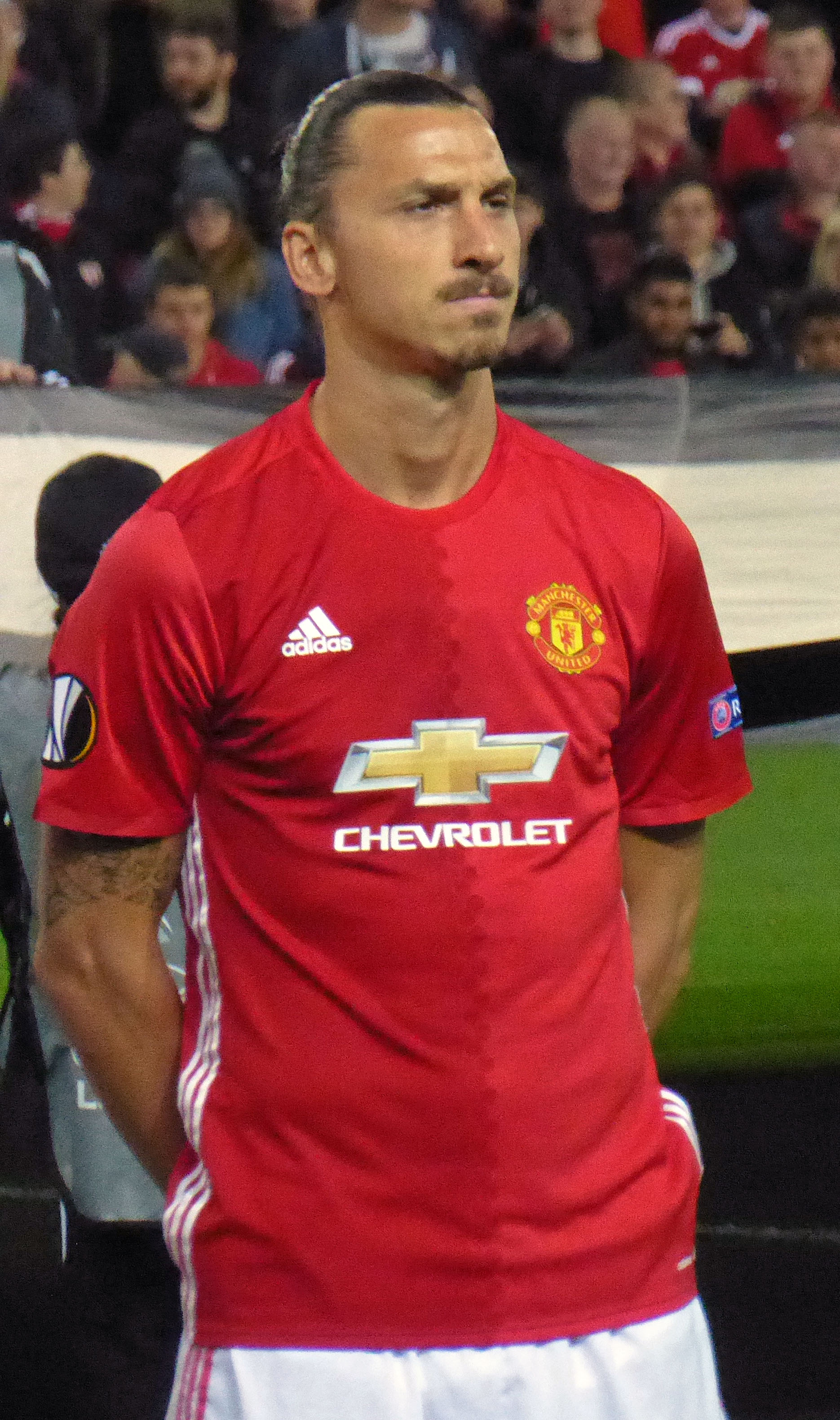
Zlatan Ibrahimović

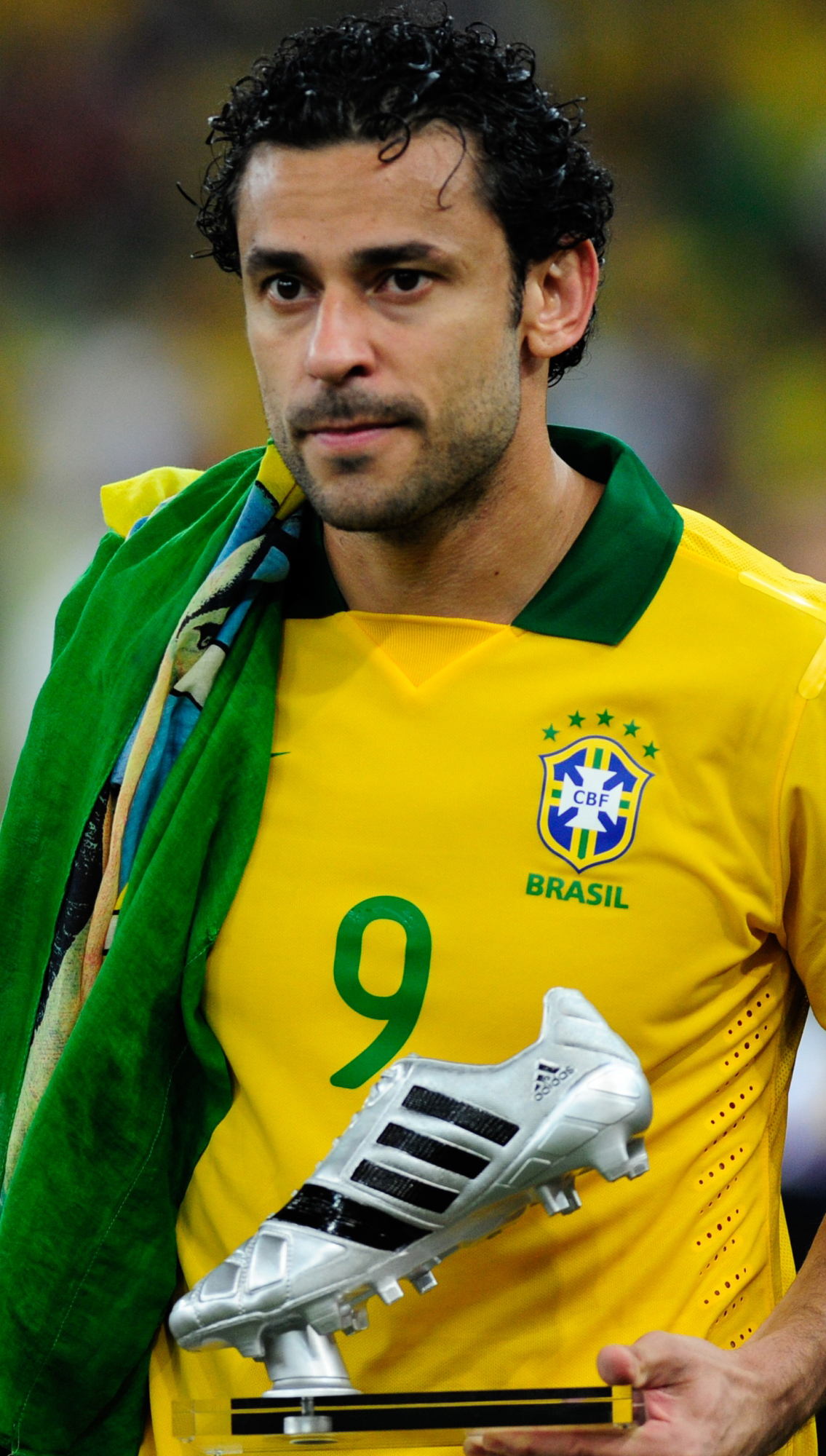
Fred

### Anteriores ao século XIX
- 1390 — Humberto de Lencastre, Duque de Gloucester (m. 1447).
- 1458 — Casimiro de Cracóvia, príncipe e santo polaco (m. 1484).
- 1637 — George Gordon, 1.º Conde de Aberdeen (m. 1720).
- 1716 — Giovanni Battista Beccaria, físico italiano (m. 1781).
- 1733 — Diogo Inácio de Pina Manique, magistrado português (m. 1805).
- 1784 — Johann Karl Ehrenfried Kegel, explorador alemão (m. 1863).
- 1797 — Leopoldo II, grão-duque da Toscana (m. 1870).
- 1800 — George Bancroft, historiador e estadista americano (m. 1891).

### Século XIX
- 1804 — Allan Kardec, educador, escritor e tradutor francês (m. 1869).
- 1824 — Harry von Arnim, diplomata alemão (m. 1881).
- 1837 — Nicolás Avellaneda, político e jornalista argentino (m. 1885).
- 1846 — James Jackson Putnam, neurologista estadunidense (m. 1918).
- 1847 — Carlos de Laet, jornalista, professor e poeta brasileiro (m. 1927).
- 1860 — Paulo Alexandrovich da Rússia (m. 1919).
- 1863 — Pyotr Kozlov, arqueólogo e explorador russo (m. 1935).
- 1867 — Pierre Bonnard, pintor francês (m. 1947).
- 1869 — Alfred Flatow, ginasta alemão (m. 1942).
- 1874 — Charles B. Middleton, ator estadunidense (m. 1949).
- 1879 — Warner Oland, ator e cantor sueco-americano (m. 1938).
- 1882 — A. Y. Jackson, pintor canadense (m. 1974).
- 1884 — Paul Pinna, diretor de teatro e ator estoniano (m. 1949).
- 1886 — Alain-Fournier, escritor e crítico francês (m. 1914).
- 1889 — Carl von Ossietzky, escritor e jornalista alemão (m. 1938).
- 1894 — Walter Warlimont, general alemão (m. 1976).
- 1896 — Gerardo Diego, poeta espanhol (m. 1987).
- 1897 — Louis Aragon, poeta e escritor francês (m. 1982).
- 1899
  - Costa e Silva, militar e político brasileiro, 27.° presidente do Brasil (m. 1969).
  - Louis Hjelmslev, linguista dinamarquês (m. 1965).

### Século XX

#### 1901–1950
- 1904
  - Ernst Günther Schenck, médico e militar alemão (m. 1998).
  - Charles J. Pedersen, químico norte-americano (m. 1989).
- 1905
  - Edmundo Piaggio, futebolista argentino (m. 1975).
  - Fuller Warren, político norte-americano (m. 1973).
- 1908 — Aníbal Muñoz Duque, cardeal colombiano (m. 1987).
- 1911
  - Edgar Sanabria, político venezuelano (m. 1989).
  - Michael Hordern, ator britânica (m. 1995).
  - Baba Vanga, mística, herbalista e clarividente búlgara (m. 1996).
- 1913 — Leonard Piątek, futebolista polonês (m. 1967).
- 1915
  - Anthony Forwood, ator inglês (m. 1988).
  - Orlando Silva, cantor brasileiro (m. 1978).
- 1919
  - José Hermano Saraiva, historiador português (m. 2012).
  - James McGill Buchanan Jr., economista estadunidense (m. 2013).
- 1920 — Philippa Foot, filósofa britânica (m. 2010).
- 1921 — Tesourinha, futebolista brasileiro (m. 1979).
- 1922 — Lubomír Doležel, filólogo e teórico literário tcheco (m. 2017).
- 1924 — Harvey Kurtzman, cartunista estadunidense (m. 1993).
- 1925 — Gore Vidal, escritor estadunidense (m. 2012).
- 1927 — Kenojuak Ashevak, artista canadense (m. 2013).
- 1928 — Christian d'Oriola, esgrimista francês (m. 2007).
- 1931
  - Ray Nelson, escritor e cartunista estadunidense (m. 2022).
  - Jiří Feureisl, futebolista tcheco (m. 2021).
- 1932 — Cassandra Rios, escritora brasileira (m. 2002).
- 1933
  - Neale Fraser, ex-tenista australiano (m. 2024).
  - Márcia de Windsor, atriz brasileira (m. 1982).
- 1934 — Pierre Hohenberg, físico franco-americano (m. 2017).
- 1936
  - Steve Reich, compositor estadunidense.
  - Viktor Kanevskiy, futebolista ucraniano (m. 2018).
  - José Augusto Costa, cantor brasileiro (m. 1981).
- 1938
  - Eddie Cochran, músico estadunidense (m. 1960).
  - Tereza Kesovija, cantora croata.
  - Pedro Pablo Kuczynski, político e economista peruano.
- 1940
  - Michael Troy, nadador estadunidense (m. 2019).
  - Walter Alvarez, geólogo estadunidense.
- 1941
  - Chubby Checker, cantor e compositor estadunidense.
  - Afonso, Infante de Espanha (m. 1966).
  - Andrea de Adamich, ex-automobilista e jornalista italiano.
- 1942
  - Roberto Perfumo, futebolista argentino (m. 2016).
  - Steve Susskind, ator e dublador norte-americano (m. 2005).
- 1943
  - Jeff Bingaman, político estadunidense.
  - Roger Abdelmassih, ex-médico brasileiro.
- 1944
  - Pierre Deligne, matemático belga.
  - Bob Riley, político norte-americano.
- 1945 — Viktor Saneyev, atleta georgiano (m. 2022).
- 1947 — John Perry Barlow, letrista, compositor, ativista e escritor norte-americano (m. 2018).
- 1948 — Ian MacDonald, produtor e crítico musical britânico (m. 2003).
- 1949
  - José Mayer, ator brasileiro.
  - Zé Ramalho, cantor e compositor brasileiro.
  - Stefan Staykov, ex-futebolista búlgaro.
  - Lindsey Buckingham, cantor, compositor, produtor musical e guitarrista norte-americano.
  - Cláudio Jorge, músico brasileiro.
- 1950 — Luděk Macela, futebolista tcheco (m. 2016).

#### 1951–2000
- 1951
  - Keb' Mo', cantor e músico norte-americano.
  - Bernard Cooper, escritor norte-americano.
- 1952
  - Luisinho Lemos, futebolista e treinador de futebol brasileiro (m. 2019).
  - Steve Tracy, ator estadunidense (m. 1986).
- 1953 — Bohumil Starnovský, ex-pentatleta tcheco.
- 1954
  - Stevie Ray Vaughan, guitarrista estadunidense (m. 1990).
  - Daniel Dantas, empresário brasileiro.
  - Onyx Lorenzoni, político brasileiro.
- 1955 — José Daniel Valencia, ex-futebolista argentino.
- 1957
  - Roberto Azevêdo, diplomata brasileiro.
  - Eiji Oue, maestro japonês.
- 1958 — Peter Tscherkassky, cineasta austríaco.
- 1959
  - Jack Wagner, ator e cantor estadunidense.
  - Fred Couples, ex-golfista estadunidense.
- 1960 — Roberto Cabrini, jornalista brasileiro.
- 1961 — Marcus Giamatti, ator norte-americano.
- 1962
  - Tommy Lee, músico e produtor musical estadunidense.
  - Kim Ki-taik, ex-mesa-tenista sul-coreano.
- 1963 — Néstor Craviotto, ex-futebolista e treinador de futebol argentino.
- 1964
  - Jostein Flo, ex-futebolista norueguês.
  - Clive Owen, ator britânico.
- 1965
  - Adriana Calcanhotto, cantora e atriz brasileira.
  - Jan-Ove Waldner, ex-mesa-tenista sueco.
- 1967
  - Tiffany Chin, ex-patinadora artística estadunidense.
  - Denis Villeneuve, diretor e roteirista canadense.
- 1968
  - Marko Rajamäki, ex-futebolista e treinador de futebol finlandês.
  - Ruth Roberta de Souza, jogadora de basquete brasileira (m. 2021).
- 1969
  - Gwen Stefani, cantora estadunidense.
  - Alessandro Zampedri, ex-automobilista italiano.
  - Koffi Fiawoo, ex-futebolista togolês.
  - Massimiliano Papis, ex-automobilista italiano.
  - Jennifer Todd, produtora de cinema estadunidense.
- 1970 — Kirsten Nelson, atriz estadunidense.
- 1971 — Kevin Richardson, cantor estadunidense.
- 1972 — Júnior Amorim, ex-futebolista e treinador de futebol brasileiro.
- 1973
  - Neve Campbell, atriz canadense.
  - Lena Headey, atriz britânica.
  - Keiko Agena, atriz estadunidense.
  - Antonius Ariantho, ex-jogador de badminton indonésio.
- 1974
  - Marianne Timmer, ex-patinadora no gelo neerlandesa.
  - Talib Kweli, rapper estadunidense.
- 1975 — Alanna Ubach, atriz estadunidense.
- 1976
  - Flávio Meireles, ex-futebolista português.
  - Seann William Scott, ator estadunidense.
  - Herman Li, músico britânico.
- 1977 — Meftah Ghazalla, ex-futebolista líbio.
- 1978
  - Shannyn Sossamon, atriz estadunidense.
  - Gerald Asamoah, ex-futebolista alemão.
  - Christian Coulson, ator britânico.
  - Claudio Pizarro, ex-futebolista peruano.
  - Érika Martins, cantora brasileira.
  - Terezinha Guilhermina, atleta paralímpica brasileira.
  - Ricardo Rocha, ex-futebolista português.
- 1979
  - John Hennigan, wrestler estadunidense.
  - Josh Klinghoffer, guitarrista estadunidense.
  - Pedro Lemos, ator brasileiro.
- 1980
  - Danny O'Donoghue, cantor e compositor irlandês.
  - Ivan Turina, futebolista croata (m. 2013).
- 1981
  - Zlatan Ibrahimović, ex-futebolista sueco.
  - Giselle Itié, atriz brasileira.
  - Andreas Isaksson, ex-futebolista sueco.
  - Seth Gabel, ator estadunidense.
  - Ronald Rauhe, canoísta alemão.
- 1982
  - Erik von Detten, ator estadunidense.
  - Server Djeparov, ex-futebolista uzbeque.
- 1983
  - Fred, ex-futebolista brasileiro.
  - Thiago Alves, lutador brasileiro de artes marciais mistas.
  - Tessa Thompson, atriz, cantora e compositora norte-americana.
  - Yvonne Meusburger, ex-tenista austríaca.
- 1984
  - Ashlee Simpson, cantora e atriz estadunidense.
  - Anthony Le Tallec, ex-futebolista francês.
  - Juan Manuel Insaurralde, futebolista argentino.
  - Christopher Marquette, ator norte-americano.
  - Jessica Parker Kennedy, atriz canadense.
  - Rolan de la Cruz, ex-futebolista guinéu-equatoriano.
- 1986
  - Cascavel, futebolista português.
  - Jackson Martínez, ex-futebolista colombiano.
- 1987
  - Zuleyka Rivera, atriz e modelo porto-riquenha.
  - Kaci Battaglia, cantora estadunidense.
  - Martin Plowman, automobilista britânico.
- 1988
  - Pak Nam-Chol, futebolista norte-coreano.
  - Alicia Vikander, atriz e produtora sueca.
  - ASAP Rocky, cantor, compositor, modelo e ator estadunidense.
  - Alex Dowsett, ciclista britânico.
- 1989 — Rúben Lima, futebolista português.
- 1990
  - Tuvana Türkay, atriz e cantora turca.
  - Johan Le Bon, ciclista francês.
  - Michele Morrone, ator e cantor italiano.
- 1991
  - Sean De Bie, ciclista belga.
  - Leonardo Moreira Morais, futebolista brasileiro.
  - Debby Lagranha, atriz e apresentadora brasileira.
- 1992 — Lyna Khoudri, atriz argelina.
- 1993 — Vazha Margvelashvili, judoca georgiano.
- 1994
  - Kepa Arrizabalaga, futebolista espanhol.
  - Marcus Walz, canoísta espanhol.
- 1995 — Lil Tracy, rapper e compositor norte-americano.
- 1996
  - Kelechi Iheanacho, futebolista nigeriano.
  - Adair Tishler, atriz e cantora estadunidense.
- 1997
  - Bang Chan, rapper, cantor, compositor e produtor musical australiano-coreano.
  - Onitlasi Moraes, futebolista brasileiro.
  - Kathleen Dawson, nadadora britânica.
  - Jin Boyang, patinador artístico chinês.
- 1998
  - Valentín Castellanos, futebolista colombiano.
  - Hanna Orthmann, jogadora de vôlei tcheca.
- 1999 — Aramis Knight, ator estadunidense.

### Século XXI
- 2004
  - Noah Schnapp, ator estadunidense.
  - Jennifer Gadirova, ginasta britânica.
  - Jessica Gadirova, ginasta britânica.

## Mortes

### Anteriores ao século XIX
- 42 a.C. — Caio Cássio Longino, senador romano (n. 85 a.C.).
- 0818 — Ermengarda de Hesbaye, imperatriz do Sacro Império Romano-Germânico (n. 778).
- 1078 — Iziaslau I de Quieve (n. 1024).
- 1226 — Francisco de Assis santo católico italiano (n. 1181).
- 1399 — Leonor de Bohun, duquesa de Gloucester (n. 1366).
- 1392 — Iúçufe II de Granada (n. ?).
- 1568 — Isabel de Valois, Rainha de Espanha (n. 1545).
- 1629 — Paolo Agostini, compositor e organista italiano (n. 1583).
- 1645 — Santos Mártires de Cunhaú e Uruaçu foram vítimas de dois massacres no interior da capitania do Rio Grande
- 1690 — Robert Barclay, apologista quacre escocês (n. 1648).

### Século XIX
- 1826 — Jens Baggesen, poeta dinamarquês (n. 1764).
- 1882 — Adelaide Phillips, contralto estadunidense (n. 1833).
- 1896 — William Morris, poeta e tradutor britânico (n. 1834).

### Século XX
- 1910 — Miguel Bombarda, médico, escritor e político português (n. 1851).
- 1911 — Rosetta Jane Birks, filantropa e sufragista australiana (n. 1856).
- 1937 — E. W. Howe, novelista estadunidense (n. 1853).
- 1975 — Zélio Fernandino de Morais, médium brasileiro (n. 1891).
- 1980 — Gustav Wagner, criminoso nazista (n. 1911).
- 1989 — Yvonne Sylvain, médica e ativista haitiana (n. 1907).
- 1993 — Wilson Grey, ator brasileiro (n. 1923).
- 1995 — Plinio Corrêa de Oliveira, líder intelectual católico brasileiro (n. 1908).
- 1998 — Roddy McDowall, ator britânico (n. 1928).
- 1999 — Akio Morita, inventor e empresário japonês (n. 1921).
- 2000
  - Benjamin Orr, cantor, compositor e músico estadunidense (n. 1947).
  - Wojciech Has, cineasta polonês (n. 1925).

### Século XXI
- 2004 — Janet Leigh, atriz norte-americana (n. 1927).
- 2005 — Emilinha Borba, cantora brasileira (n. 1923).
- 2006 — Peter Norman, atleta australiano (n. 1942)
- 2007
  - Pablo Palazuelo, pintor e escultor espanhol (n. 1916).
  - Rogelio Salmona, arquiteto colombiano (n. 1929).
- 2010
  - Aécio Cunha, político brasileiro (n. 1923).
  - Ed Wilson, cantor e compositor brasileiro (n. 1945).
- 2014 — Lori Sandri, futebolista e treinador de futebol brasileiro (n. 1949).
- 2021 — Jorge Arturo Medina Estévez, cardeal chileno (n. 1926).
- 2024
  - Cid Moreira, jornalista, locutor e apresentador brasileiro (n. 1927).
  - Saturnino Braga, político brasileiro (n.1931).

## Feriados e eventos cíclicos

### Mundo
- Dia Mundial do Dentista

### Brasil
- Dia Nacional das Abelhas
- Dia do Engenheiro de Energia
- Dia do Profissional de Organização
- Dia da emancipação de Barra Mansa, Rio de Janeiro
- Feriado dos Mártires de Cunhaú e Uruaçu, Rio Grande do Norte
- Feriado no município de Schroeder, Santa Catarina

### Alemanha
- Dia da Unificação da Alemanha

### Cristianismo
- Adalgott
- Dionísio, o Areopagita
- Emilie de Villeneuve
- Francisco de Borja
- Jesús Emilio Jaramillo Monsalve
- Hesíquio do Sinai
- Mártires de Cunhaú e Uruaçu

## Outros calendários
- No calendário romano era o 5.º dia (V) antes das nonas de outubro.
- No calendário litúrgico tem a letra dominical C para o dia da semana.
- No calendário gregoriano a epacta do dia é xx.